# Jean-Paul Marchand
Pour l’article homonyme, voir Marchand.
Jean-Paul Marchand B.A., M.A, Ph.D. (né le 13 septembre 1944) est un écrivain, professeur et homme politique fédéral du Québec.

## Biographie
Né à Penetanguishene dans le comté de Simcoe en Ontario, il devint député du Bloc québécois dans la circonscription fédérale de Québec-Est en 1993. Réélu en 1997, il est défait par le libéral Jean-Guy Carignan en 2000.
Durant son passage à la Chambre des communes, il est porte-parole du Bloc québécois en matière d'Agriculture et d'Agro-alimentaire de 1994 à 1995, de Travaux publics et Services gouvernementaux de 1994 à 1996, de la Francophonie de 1996 à 1998 et de Langues officielles et des Francophones hors Québec de 1996 à 1998.